# Darvīsh Khākī
Darvīsh Khākī (persiska: درويش خاكی) är en ort i Iran.   Den ligger i provinsen Kurdistan, i den nordvästra delen av landet, 400 km väster om huvudstaden Teheran. Darvīsh Khākī ligger 1 738 meter över havet och antalet invånare är 126.
Terrängen runt Darvīsh Khākī är kuperad västerut, men österut är den platt. Darvīsh Khākī ligger nere i en dal. Runt Darvīsh Khākī är det ganska glesbefolkat, med 23 invånare per kvadratkilometer. Närmaste större samhälle är Bāgh Chaleh, 7,2 km nordväst om Darvīsh Khākī. Trakten runt Darvīsh Khākī består i huvudsak av gräsmarker.